# Campeonato da NACAC de Atletismo de 2015 - Resultados
Esses foram os resultados do Campeonato da NACAC de Atletismo de 2015 que ocorreram de 7 a 9 de agosto de 2015 no Estádio Nacional da Costa Rica, em San José, na Costa Rica. 

## Resultado masculino

### 100 metros
| Posição           | Atleta           | Nacionalidade         | Tempo | Notas   |
| ----------------- | ---------------- | --------------------- | ----- | ------- |
| Medalha de ouro   | Remontay McClain | Estados Unidos        | 10.09 |         |
| Medalha de prata  | Ramon Gittens    | Barbados              | 10.11 |         |
| Medalha de bronze | Levi Cadogan     | Barbados              | 10.13 | (0.122) |
| 4                 | Jason Livermore  | Jamaica               | 10.13 | (0.125) |
| 5                 | Kemar Hyman      | Ilhas Cayman          | 10.21 |         |
| 6                 | Jason Rogers     | São Cristóvão e Nevis | 10.29 |         |
| 7                 | Sheldon Mitchell | Jamaica               | 10.31 |         |
| 8                 | Beejay Lee       | Estados Unidos        | 10.36 |         |

| Posição | Atleta                | Nacionalidade         | Tempo   | Notas |
| ------- | --------------------- | --------------------- | ------- | ----- |
| 1       | Ramon Gittens         | Barbados              | 10.01 w | Q     |
| 2       | Sheldon Mitchell      | Jamaica               | 10.09 w | Q     |
| 3       | Remontay McClain      | Estados Unidos        | 10.12 w | Q     |
| 4       | Emmanuel Callender    | Trindade e Tobago     | 10.25 w |       |
| 5       | Benjamin Williams     | Canadá                | 10.26 w |       |
| 6       | Cruz Rolando Palacios | Honduras              | 10.31 w |       |
| 7       | Stanly del Carmen     | República Dominicana  | 10.32 w |       |
| 8       | Allistar Clark        | São Cristóvão e Nevis | 10.36 w |       |

| Posição | Atleta            | Nacionalidade         | Tempo   | Notas     |
| ------- | ----------------- | --------------------- | ------- | --------- |
| 1       | Kemar Hyman       | Ilhas Cayman          | 9.85 w  | Q         |
| 2       | Jason Rogers      | São Cristóvão e Nevis | 9.98 w  | Q         |
| 3       | Beejay Lee        | Estados Unidos        | 10.00 w | Q         |
| 4       | Jason Livermore   | Jamaica               | 10.01 w | q (0.001) |
| 5       | Levi Cadogan      | Barbados              | 10.01 w | q (0.006) |
| 6       | Julius Morris     | Montserrat            | 10.06 w |           |
| 7       | Yohandris Andújar | República Dominicana  | 10.27 w |           |
| 8       | Jared Jarvis      | Antígua e Barbuda     | 10.30 w |           |

| Posição | Atleta                | Nacionalidade        | Tempo   | Notas |
| ------- | --------------------- | -------------------- | ------- | ----- |
| 1       | Ramon Gittens         | Barbados             | 10.07 w | Q     |
| 2       | Jason Livermore       | Jamaica              | 10.12 w | Q     |
| 3       | Yohandris Andújar     | República Dominicana | 10.28 w | Q     |
| 4       | Jared Jarvis          | Antígua e Barbuda    | 10.33 w | q     |
| 5       | Shernyl Burns         | Montserrat           | 10.60 w |       |
| 6       | Mark Anthony Anderson | Belize               | 10.78 w |       |
| 7       | Marcus Vilme          | Haiti                | 11.03 w |       |

| Posição | Atleta               | Nacionalidade        | Tempo | Notas     |
| ------- | -------------------- | -------------------- | ----- | --------- |
| 1       | Sheldon Mitchell     | Jamaica              | 10.07 | Q         |
| 2       | Levi Cadogan         | Barbados             | 10.22 | Q         |
| 3       | Stanly del Carmen    | República Dominicana | 10.23 | (0.224) Q |
| 4       | Julius Morris        | Montserrat           | 10.23 | (0.229) q |
| 5       | Andre Ford-Azonwanna | Canadá               | 10.35 |           |
| 6       | Josef Norales        | Honduras             | 10.58 |           |
| 7       | Reidis Ramos         | Cuba                 | 10.62 |           |

| Posição | Atleta                | Nacionalidade         | Tempo | Notas |
| ------- | --------------------- | --------------------- | ----- | ----- |
| 1       | Beejay Lee            | Estados Unidos        | 10.23 | Q     |
| 2       | Allistar Clark        | São Cristóvão e Nevis | 10.27 | Q     |
| 3       | Cruz Rolando Palacios | Honduras              | 10.37 | Q     |
| 4       | Darrell Wesh          | Haiti                 | 10.39 |       |
| 5       | Harold Houston        | Bermudas              | 10.47 |       |
| 6       | Héctor Ruíz           | México                | 10.62 |       |
| 7       | Bryan Brown           | Costa Rica            | 10.89 |       |

| Posição | Atleta             | Nacionalidade         | Tempo   | Notas |
| ------- | ------------------ | --------------------- | ------- | ----- |
| 1       | Kemar Hyman        | Ilhas Cayman          | 10.05 w | Q     |
| 2       | Remontay McClain   | Estados Unidos        | 10.15 w | Q     |
| 3       | Jason Rogers       | São Cristóvão e Nevis | 10.19 w | Q     |
| 4       | Emmanuel Callender | Trindade e Tobago     | 10.26 w | q     |
| 5       | Benjamin Williams  | Canadá                | 10.31 w | q     |
| 6       | Mitchel Davis      | Domínica              | 10.58 w |       |
| 7       | Reginald Koc       | Aruba                 | 11.12 w |       |
| 8       | Linford Avila      | Belize                | 11.19 w |       |

### 200 metros
| Posição           | Atleta             | Nacionalidade         | Tempo | Notas                 |
| ----------------- | ------------------ | --------------------- | ----- | --------------------- |
| Medalha de ouro   | Rasheed Dwyer      | Jamaica               | 20.12 | Recorde do campeonato |
| Medalha de prata  | Yancarlos Martínez | República Dominicana  | 20.28 |                       |
| Medalha de bronze | Antoine Adams      | São Cristóvão e Nevis | 20.47 |                       |
| 4                 | Julius Morris      | Montserrat            | 20.48 |                       |
| 5                 | Kyle Greaux        | Trindade e Tobago     | 20.64 |                       |
| 6                 | Teray Smith        | Bahamas               | 20.66 |                       |
| 7                 | Brijesh Lawrence   | São Cristóvão e Nevis | 21.03 |                       |
| 8                 | Nicholas Deshong   | Barbados              | DNS   |                       |

| Posição | Atleta                  | Nacionalidade         | Tempo | Notas |
| ------- | ----------------------- | --------------------- | ----- | ----- |
| 1       | Kyle Greaux             | Trindade e Tobago     | 20.47 | Q     |
| 2       | Brijesh Lawrence        | São Cristóvão e Nevis | 20.66 | Q     |
| 3       | Mario Forsythe          | Jamaica               | 20.73 |       |
| 4       | Burkheart Ellis         | Barbados              | 20.78 |       |
| 5       | Dontae Richards-Kwok    | Canadá                | 20.79 |       |
| 6       | Elroy McBride           | Bahamas               | 20.87 |       |
| 7       | Gary Alexander Robinson | Costa Rica            | 21.00 |       |
| 8       | Shernyl Burns           | Montserrat            | 21.92 |       |

| Posição | Atleta                | Nacionalidade        | Tempo | Notas      |
| ------- | --------------------- | -------------------- | ----- | ---------- |
| 1       | Yancarlos Martínez    | República Dominicana | 20.37 | Q          |
| 2       | Julius Morris         | Montserrat           | 20.45 | Q          |
| 3       | Nicholas Deshong      | Barbados             | 20.65 | q          |
| 4       | Oluwasegun Makinde    | Canadá               | 20.81 |            |
| 5       | Jared Jarvis          | Antígua e Barbuda    | 21.23 |            |
| 6       | Harold Houston        | Bermudas             | 21.72 |            |
| 7       | Cruz Rolando Palacios | Honduras             | DQ    | Art. 163.3 |
| 8       | Jordan Sartor-Francis | U.S. Ilhas Virgens   | DNS   |            |

| Posição | Atleta             | Nacionalidade         | Tempo | Notas      |
| ------- | ------------------ | --------------------- | ----- | ---------- |
| 1       | Rasheed Dwyer      | Jamaica               | 20.17 | Q          |
| 2       | Antoine Adams      | São Cristóvão e Nevis | 20.59 | Q          |
| 3       | Teray Smith        | Bahamas               | 20.63 | q          |
| 4       | Ameer Webb         | Estados Unidos        | 20.91 |            |
| 5       | Yohandris Andújar  | República Dominicana  | 20.98 |            |
| 6       | Héctor Ruíz        | México                | 20.54 |            |
| 7       | Dan-Neil Telesford | Trindade e Tobago     | DSQ   | Art. 163.3 |
| 8       | Josef Norales      | Honduras              | DNS   |            |

| Posição | Atleta             | Nacionalidade        | Tempo | Notas |
| ------- | ------------------ | -------------------- | ----- | ----- |
| 1       | Yancarlos Martínez | República Dominicana | 20.31 | Q     |
| 2       | Julius Morris      | Montserrat           | 20.50 | Q     |
| 3       | Kyle Greaux        | Trindade e Tobago    | 20.62 | q     |
| 4       | Nicholas Deshong   | Barbados             | 20.77 | q     |
| 5       | Oluwasegun Makinde | Canadá               | 20.84 | q     |
| 6       | Brian Slater       | U.S. Ilhas Virgens   | 22.92 |       |

| Posição | Atleta                  | Nacionalidade         | Tempo | Notas |
| ------- | ----------------------- | --------------------- | ----- | ----- |
| 1       | Teray Smith             | Bahamas               | 20.64 | Q     |
| 2       | Brijesh Lawrence        | São Cristóvão e Nevis | 20.93 | Q     |
| 3       | Gary Alexander Robinson | Costa Rica            | 21.14 | q     |
| 4       | Jared Jarvis            | Antígua e Barbuda     | 21.16 | q     |
| 5       | Josef Norales           | Honduras              | 21.57 | q     |

| Posição | Atleta                | Nacionalidade         | Tempo | Notas |
| ------- | --------------------- | --------------------- | ----- | ----- |
| 1       | Rasheed Dwyer         | Jamaica               | 20.68 | Q     |
| 2       | Yohandris Andújar     | República Dominicana  | 20.89 | Q     |
| 3       | Antoine Adams         | São Cristóvão e Nevis | 21.00 | q     |
| 4       | Harold Houston        | Bermudas              | 21.26 | q     |
| 5       | Héctor Ruíz           | México                | 21.46 | q     |
| 6       | Mark Anthony Anderson | Belize                | 22.19 | q     |
| 7       | Michael Rasmijn       | Aruba                 | 22.54 |       |

| Posição | Atleta                | Nacionalidade | Tempo   | Notas |
| ------- | --------------------- | ------------- | ------- | ----- |
| 1       | Dontae Richards-Kwok  | Canadá        | 20.59 w | Q     |
| 2       | Mario Forsythe        | Jamaica       | 20.61 w | Q     |
| 3       | Cruz Rolando Palacios | Honduras      | 20.72 w | q     |
| 4       | Elroy McBride         | Bahamas       | 20.95 w | q     |
| 5       | Marcus Vilme          | Haiti         | 22.79 w |       |
| 6       | Reginald Koc          | Aruba         | 23.05 w |       |

| Posição | Atleta                | Nacionalidade      | Tempo | Notas      |
| ------- | --------------------- | ------------------ | ----- | ---------- |
| 1       | Ameer Webb            | Estados Unidos     | 20.67 | Q          |
| 2       | Burkheart Ellis       | Barbados           | 20.81 | Q          |
| 3       | Dan-Neil Telesford    | Trindade e Tobago  | 20.96 | q          |
| 4       | Jordan Sartor-Francis | U.S. Ilhas Virgens | 21.31 | q          |
| 5       | Shernyl Burns         | Montserrat         | 21.73 | q          |
| 6       | Ricky François        | Haiti              | 22.78 |            |
| 7       | Mitchel Davis         | Domínica           | DQ    | ART. 163.3 |

### 400 metros
Final – 8 de agosto

| Posição           | Atleta           | Nacionalidade        | Tempo | Notas |
| ----------------- | ---------------- | -------------------- | ----- | ----- |
| Medalha de ouro   | Lalonde Gordon   | Trindade e Tobago    | 44.89 |       |
| Medalha de prata  | Nery Brenes      | Costa Rica           | 45.22 |       |
| Medalha de bronze | Ricardo Chambers | Jamaica              | 45.37 |       |
| 4                 | Yoandys Lescay   | Cuba                 | 45.62 |       |
| 5                 | Gustavo Cuesta   | República Dominicana | 45.99 |       |
| 6                 | Philip Osei      | Canadá               | 46.02 |       |
| 7                 | Alonzo Russell   | Bahamas              | 46.20 |       |
| 8                 | Yon Soriano      | República Dominicana | 46.53 |       |

| Posição | Atleta           | Nacionalidade            | Tempo | Notas |
| ------- | ---------------- | ------------------------ | ----- | ----- |
| 1       | Nery Brenes      | Costa Rica               | 44.80 | Q     |
| 2       | Ricardo Chambers | Jamaica                  | 44.93 | Q     |
| 3       | James Harris     | Estados Unidos           | 45.24 |       |
| 4       | Khari Herbert    | Ilhas Virgens Britânicas | 46.31 |       |
| 5       | Andretti Bain    | Bahamas                  | 46.81 |       |
| 6       | George Erazo     | El Salvador              | 48.44 |       |
| 7       | Michael Rasmijn  | Aruba                    | 48.53 |       |

| Posição | Atleta           | Nacionalidade        | Tempo | Notas |
| ------- | ---------------- | -------------------- | ----- | ----- |
| 1       | Alonzo Russell   | Bahamas              | 45.65 | Q     |
| 2       | Yon Soriano      | República Dominicana | 45.66 | Q     |
| 3       | Marcus Chambers  | Estados Unidos       | 45.96 |       |
| 4       | Williams Collazo | Cuba                 | 46.30 |       |
| 5       | Javere Bell      | Jamaica              | 46.60 |       |
| 6       | Tacumar Sterling | Trindade e Tobago    | 47.08 |       |
| 7       | Zachary Joseph   | Haiti                | 55.64 |       |

| Posição | Atleta                   | Nacionalidade            | Tempo | Notas |
| ------- | ------------------------ | ------------------------ | ----- | ----- |
| 1       | Lalonde Gordon           | Trindade e Tobago        | 44.64 | Q     |
| 2       | Gustavo Cuesta           | República Dominicana     | 45.09 | Q     |
| 3       | Yoandys Lescay           | Cuba                     | 45.13 | q     |
| 4       | Philip Osei              | Canadá                   | 45.23 | q     |
| 5       | Lestrod Roland           | São Cristóvão e Nevis    | 46.30 |       |
| 6       | Brandon Valentine-Parris | São Vicente e Granadinas | 46.38 |       |
| 7       | Ricky François           | Haiti                    | 50.49 |       |

### 800 metros
| Posição           | Atleta             | Nacionalidade     | Tempo   | Notas                 |
| ----------------- | ------------------ | ----------------- | ------- | --------------------- |
| Medalha de ouro   | Ryan Martin        | Estados Unidos    | 1:45.79 | Recorde do campeonato |
| Medalha de prata  | Clayton Murphy     | Estados Unidos    | 1:46.38 |                       |
| Medalha de bronze | Jamaal James       | Trindade e Tobago | 1:47.07 |                       |
| 4                 | Ricardo Cunningham | Jamaica           | 1:47.14 |                       |
| 5                 | Corey Bellemore    | Canadá            | 1:47.68 |                       |
| 6                 | Anthonio Mascoll   | Barbados          | 1:48.18 |                       |
| 7                 | Aaron Evans        | Bermudas          | 1:49.07 |                       |
| 8                 | Lester Taylor      | Bahamas           | 1:53.31 |                       |

| Posição | Atleta          | Nacionalidade     | Tempo   | Notas |
| ------- | --------------- | ----------------- | ------- | ----- |
| 1       | Clayton Murphy  | Estados Unidos    | 1:50.54 | Q     |
| 2       | Jamaal James    | Trindade e Tobago | 1:50.69 | Q     |
| 3       | Lester Taylor   | Bahamas           | 1:51.10 | q     |
| 4       | Corey Bellemore | Canadá            | 1:51.13 | q     |

| Posição | Atleta            | Nacionalidade  | Tempo   | Notas |
| ------- | ----------------- | -------------- | ------- | ----- |
| 1       | Ryan Martin       | Estados Unidos | 1:50.49 | Q     |
| 2       | Aaron Evans       | Bermudas       | 1:50.85 | Q     |
| 3       | Moïse Joseph      | Haiti          | 1:51.36 |       |
| 4       | Michael James     | Santa Lúcia    | 1:53.29 |       |
| 5       | Víctor Ortiz      | Costa Rica     | 1:53.80 |       |
| 6       | Justice Dreischor | Aruba          | 2:01.63 |       |

| Posição | Atleta             | Nacionalidade     | Tempo   | Notas |
| ------- | ------------------ | ----------------- | ------- | ----- |
| 1       | Anthonio Mascoll   | Barbados          | 1:51.58 | Q     |
| 2       | Ricardo Cunningham | Jamaica           | 1:52.79 | Q     |
| 3       | Nicholas Landeau   | Trindade e Tobago | 1:53.20 |       |
| 4       | Marbeq Edgar       | Santa Lúcia       | 1:54.48 |       |
| 5       | David Hodgson      | Costa Rica        | 1:57.59 |       |

### 1.500 metros
Final – 8 de agosto

| Posição           | Atleta            | Nacionalidade  | Tempo   | Notas                 |
| ----------------- | ----------------- | -------------- | ------- | --------------------- |
| Medalha de ouro   | Andrew Wheating   | Estados Unidos | 3:45.08 | Recorde do campeonato |
| Medalha de prata  | Daniel Winn       | Estados Unidos | 3:45.43 |                       |
| Medalha de bronze | Daniel Gorman     | Canadá         | 3:46.73 |                       |
| 4                 | Georman Rivas     | Costa Rica     | 3:56.03 |                       |
| 5                 | Álvaro Vásquez    | Nicarágua      | 3:59.93 |                       |
| 6                 | Justice Dreischor | Aruba          | 4:19.01 |                       |

### 5.000 metros
Final – 8  de agosto

| Posição           | Atleta            | Nacionalidade  | Tempo    | Notas                 |
| ----------------- | ----------------- | -------------- | -------- | --------------------- |
| Medalha de ouro   | Lopez Lomong      | Estados Unidos | 13:57.53 | Recorde do campeonato |
| Medalha de prata  | José Juan Esparza | México         | 14:03.81 |                       |
| Medalha de bronze | Fabián Guerrero   | México         | 14:06.64 |                       |
| 4                 | Mark Henri Allen  | Haiti          | 15:01.53 |                       |
| 5                 | Gustavo Mora      | Costa Rica     | 15:07.08 |                       |
| 6                 | Williams Sánchez  | El Salvador    | 15:57.99 |                       |
| 7                 | Ronald Starring   | Aruba          | 16:08.98 |                       |
| 8                 | Jeffrey See       | Estados Unidos | DNF      |                       |

### 110 metros barreiras
| Posição           | Atleta           | Nacionalidade      | Tempo | Notas                 |
| ----------------- | ---------------- | ------------------ | ----- | --------------------- |
| Medalha de ouro   | Mikel Thomas     | Trindade e Tobago  | 13.23 | Recorde do campeonato |
| Medalha de prata  | Jhoanis Portilla | Cuba               | 13.30 |                       |
| Medalha de bronze | Eddie Lovett     | U.S. Ilhas Virgens | 13.31 |                       |
| 4                 | Tyler Mason      | Jamaica            | 13.32 |                       |
| 5                 | Greggmar Swift   | Barbados           | 13.40 |                       |
| 6                 | Ray Stewart      | Estados Unidos     | 13.50 |                       |
| 7                 | Deuce Carter     | Jamaica            | 13.66 |                       |
| 8                 | Ingvar Moseley   | Canadá             | 13.75 |                       |

| Posição | Atleta         | Nacionalidade     | Tempo | Notas |
| ------- | -------------- | ----------------- | ----- | ----- |
| 1       | Mikel Thomas   | Trindade e Tobago | 13.43 | Q     |
| 2       | Tyler Mason    | Jamaica           | 13.46 | Q     |
| 3       | Greggmar Swift | Barbados          | 13.52 | Q     |
| 4       | Ingvar Moseley | Canadá            | 13.65 | q     |
| 5       | Jeffrey Julmis | Haiti             | 13.67 |       |
| 6       | Ronald Forbes  | Ilhas Cayman      | 13.77 |       |

| Posição | Atleta           | Nacionalidade        | Tempo | Notas |
| ------- | ---------------- | -------------------- | ----- | ----- |
| 1       | Eddie Lovett     | U.S. Ilhas Virgens   | 13.46 | Q     |
| 2       | Jhoanis Portilla | Cuba                 | 13.47 | Q     |
| 3       | Deuce Carter     | Jamaica              | 13.49 | Q     |
| 4       | Ray Stewart      | Estados Unidos       | 13.59 | q     |
| 5       | Ramón Sosa       | República Dominicana | 13.80 |       |
| 6       | Ruebin Walters   | Trindade e Tobago    | 13.90 |       |
| 7       | Josué Louis      | Haiti                | 14.74 |       |

### 400 metros barreiras
| Posição           | Atleta           | Nacionalidade        | Tempo | Notas                 |
| ----------------- | ---------------- | -------------------- | ----- | --------------------- |
| Medalha de ouro   | Javier Culson    | Porto Rico           | 48.70 | Recorde do campeonato |
| Medalha de prata  | José Luis Gaspar | Cuba                 | 49.67 |                       |
| Medalha de bronze | Trevor Brown     | Estados Unidos       | 49.88 |                       |
| 4                 | Emanuel Mayers   | Trindade e Tobago    | 49.95 |                       |
| 5                 | Félix Sánchez    | República Dominicana | 50.23 |                       |
| 6                 | Javarn Gallimore | Jamaica              | 50.59 |                       |
| 7                 | Gerald Drummond  | Costa Rica           | 50.63 |                       |
| 8                 | Juander Santos   | República Dominicana | 50.79 |                       |

| Posição | Atleta          | Nacionalidade        | Tempo | Notas |
| ------- | --------------- | -------------------- | ----- | ----- |
| 1       | Javier Culson   | Porto Rico           | 49.65 | Q     |
| 2       | Emanuel Mayers  | Trindade e Tobago    | 50.49 | Q     |
| 3       | Gerald Drummond | Costa Rica           | 50.53 | Q     |
| 4       | Juander Santos  | República Dominicana | 50.55 | q     |

| Posição | Atleta           | Nacionalidade        | Tempo | Notas |
| ------- | ---------------- | -------------------- | ----- | ----- |
| 1       | Trevor Brown     | Estados Unidos       | 50.31 | Q     |
| 2       | Javarn Gallimore | Jamaica              | 50.56 | Q     |
| 3       | José Luis Gaspar | Cuba                 | 50.61 | Q     |
| 4       | Félix Sánchez    | República Dominicana | 51.28 | q     |
| 5       | Alie Beauvais    | Haiti                | 51.36 |       |
| 6       | George Erazo     | El Salvador          | 54.50 |       |

### 3.000 metros com obstáculos
Final – 9 de agosto

| Posição           | Atleta                  | Nacionalidade        | Tempo    | Notas |
| ----------------- | ----------------------- | -------------------- | -------- | ----- |
| Medalha de ouro   | Andrew Bayer            | Estados Unidos       | 8:44.88  |       |
| Medalha de prata  | Stanley Kebenei         | Estados Unidos       | 8:52.82  |       |
| Medalha de bronze | Christopher Dulhanty    | Canadá               | 9:01.44  |       |
| 4                 | Álvaro Abreu            | República Dominicana | 9:07.77  |       |
| 5                 | Álvaro Vásquez          | Nicarágua            | 9:28.93  |       |
| 6                 | David Alexander Escobar | El Salvador          | 10:01.92 |       |

### Revezamento 4x100 m
Final – 9 de agosto

| Posição           | Nacionalidade         | Atletas                                                                     | Tempo | Notas                 |
| ----------------- | --------------------- | --------------------------------------------------------------------------- | ----- | --------------------- |
| Medalha de ouro   | Jamaica               | Mario Forsythe Jason Livermore Oshane Bailey Sheldon Mitchell               | 38.07 | Recorde do campeonato |
| Medalha de prata  | Estados Unidos        | Trell Kimmons Harry Adams Beejay Lee Remontay McClain                       | 38.45 |                       |
| Medalha de bronze | Barbados              | Levi Cadogan Ramon Gittens Nicholas Deshong Burkheart Ellis                 | 38.55 |                       |
| 4                 | República Dominicana  | Mayobanex de Oleo Yohandris Andújar Stanly del Carmen Yancarlos Martínez    | 38.78 |                       |
| 5                 | Trindade e Tobago     | Mikel Thomas Kyle Greaux Emmanuel Callender Dan-Neil Telesford              | 38.90 |                       |
| 6                 | São Cristóvão e Nevis | Jason Rogers Brijesh Lawrence Allistar Clark Antoine Adams                  | 39.20 |                       |
| 7                 | Canadá                | Ingvar Moseley Oluwasegun Makinde Dontae Richards-Kwok Andre Ford-Azonwanna | 39.30 |                       |
| 8                 | Bahamas               | Warren Fraser Teray Smith Johnathan Farquharson Trevorvano Mackey           | 40.33 |                       |
| 9                 | Belize                | James Bregal Mark Anthony Anderson Linford Avila Kenneth Blackett           | DSQ   | Art. 170.7            |

### Revezamento 4x400 m
Final – 9 de agosto

| Posição           | Nacionalidade        | Atletas                                                           | Tempo   | Notas                 |
| ----------------- | -------------------- | ----------------------------------------------------------------- | ------- | --------------------- |
| Medalha de ouro   | Estados Unidos       | Clayton Parros Calvin Smith Marcus Chambers James Harris          | 3:00.07 | Recorde do campeonato |
| Medalha de prata  | Bahamas              | LaToy Williams Alonzo Russell Wesley Neymour Ramon Miller         | 3:00.53 |                       |
| Medalha de bronze | Cuba                 | Williams Collazo Adrián Chacón Osmaidel Pellicier Yoandys Lescay  | 3:01.22 |                       |
| 4                 | República Dominicana | Gustavo Cuesta Luguelín Santos Joel Mejía Yon Soriano             | 3:01.73 |                       |
| 5                 | Jamaica              | Nicholas Maitland Sheldon Mitchell Riker Hylton Jason Livermore   | 3:06.79 |                       |
| 6                 | Costa Rica           | Gary Alexander Robinson Nery Brenes Gerald Drummond David Hodgson | 3:07.34 |                       |

### Salto em altura
Final – 7 de agosto

| Posição           | Atleta              | Nacionalidade  | Tentativa | Tentativa | Tentativa | Tentativa | Tentativa | Tentativa | Tentativa | Resultado | Notas                 |
| Posição           | Atleta              | Nacionalidade  | 2.00      | 2.05      | 2.10      | 2.15      | 2.20      | 2.25      | 2.31      | Resultado | Notas                 |
| ----------------- | ------------------- | -------------- | --------- | --------- | --------- | --------- | --------- | --------- | --------- | --------- | --------------------- |
| Medalha de ouro   | Jacorian Duffield   | Estados Unidos | -         | -         | o         | o         | o         | o         | xxx       | 2.25      | Recorde do campeonato |
| Medalha de prata  | Trevor Barry        | Bahamas        | -         | -         | -         | -         | o         | xxx       |           | 2.20      |                       |
| Medalha de bronze | Ryan Ingraham       | Bahamas        | -         | -         | -         | xo        | xo        | xxx       |           | 2.20      |                       |
| 4                 | Jesse Williams      | Estados Unidos | -         | -         | o         | o         | xxx       |           |           | 2.15      |                       |
| 5                 | Brandon Williams    | Domínica       | o         | o         | xo        | o         | xxx       |           |           | 2.15      |                       |
| 6                 | Jah-Nhai Perinchief | Bermudas       | o         | xo        | o         | o         | xxx       |           |           | 2.15      |                       |
| 7                 | Sergio Mestre       | Cuba           | -         | -         | xxo       | xo        | xxx       |           |           | 2.15      |                       |
| 8                 | Arturo Abascal      | México         | -         | xo        | xxx       |           |           |           |           | 2.05      |                       |
| 9                 | Josué Louis         | Haiti          | xxo       | xxx       |           |           |           |           |           | 2.00      |                       |

### Salto com vara
Final – 8 de agosto

| Posição         | Atleta                | Nacionalidade        | Tentativa | Tentativa | Tentativa | Tentativa | Tentativa | Resultado | Notas |
| Posição         | Atleta                | Nacionalidade        | 4.55      | 4.70      | 4.85      | 5.15      | 5.30      | Resultado | Notas |
| --------------- | --------------------- | -------------------- | --------- | --------- | --------- | --------- | --------- | --------- | ----- |
| Medalha de ouro | Natan Rivera          | El Salvador          | o         | xo        | xxx       |           |           | 4.70      |       |
| 2               | Abbey Alcon           | República Dominicana | xxx       |           |           |           |           | NH        |       |
| 3               | Lázaro Borges         | Cuba                 | -         | -         | -         | xxx       |           | NH        |       |
| 4               | Pedro Daniel Figueroa | El Salvador          | x-        | xx        |           |           |           | NH        |       |
| 5               | Nick Mossberg         | Estados Unidos       | -         | -         | -         | xxx       |           | NH        |       |
| 6               | Brad Walker           | Estados Unidos       | -         | -         | -         | -         | xxx       | NH        |       |

### Salto em comprimento
Final – 8 de agosto

| Posição           | Atleta                    | Nacionalidade        | Tentativa    | Tentativa    | Tentativa    | Tentativa   | Tentativa   | Tentativa   | Resultado         | Notas                 |
| Posição           | Atleta                    | Nacionalidade        | 1            | 2            | 3            | 4           | 5           | 6           | Resultado         | Notas                 |
| ----------------- | ------------------------- | -------------------- | ------------ | ------------ | ------------ | ----------- | ----------- | ----------- | ----------------- | --------------------- |
| Medalha de ouro   | Cameron Burrell           | Estados Unidos       | 8.01 (1.8)   | x            | 7.86 (0.3)   | 8.06 (-0.4) | 8.00 (-0.6) | x           | 8.06 (-0.4 m/s)   | Recorde do campeonato |
| Medalha de prata  | Kamal Fuller              | Jamaica              | x            | 7.31 w (3.2) | 7.90 w (2.4) | 7.43 (0.1)  | 7.71 (-1.2) | 7.88 (2.0)  | 7.90 w (+2.4 m/s) |                       |
| Medalha de bronze | Ifeanyichukwu Otuonye     | Ilhas Turks e Caicos | 7.49 w (4.1) | 7.71 (1.1)   | 7.24 (0.9)   | 7.66 (0.1)  | x           | 7.44 (-0.5) | 7.71 (+1.1 m/s)   |                       |
| 4                 | Damarcus Simpson          | Estados Unidos       | x            | 7.41 w (2.7) | x            | 7.25 (0.5)  | 7.59 (0.2)  | x           | 7.59 (+0.2 m/s)   |                       |
| 5                 | Kyron Blaise              | Trindade e Tobago    | x            | 7.34 w (3.0) | 7.56 w (2.2) | x           | 6.93 (-0.9) | x           | 7.56 w (+2.2 m/s) |                       |
| 6                 | Quincy Breell             | Aruba                | x            | 7.52 w (2.2) | 742 w (2.9)  | 7.43 (-1.0) | x           | 7.30 (0.1)  | 7.52 w (+2.2 m/s) |                       |
| 7                 | Bavon Sylvain             | Domínica             | x            | 7.50 w (3.0) | 6.85 w (2.3) | x           | x           | 7.45 (0.2)  | 7.50 w (+3.0 m/s) |                       |
| 8                 | Leon Hunt                 | U.S. Ilhas Virgens   | 7.48 w (3.2) | x            | 7.46 w (5.3) | x           | x           | x           | 7.48 w (+3.2 m/s) |                       |
|                   |                           |                      |              |              |              |             |             |             |                   |                       |
| 9                 | Muhammad Taqi Abdul-Halim | U.S. Ilhas Virgens   | 7.36 (1.6)   | x            | 7.30 w (2.2) |             |             |             | 7.36 (+1.6 m/s)   |                       |
| 10                | Shamar Rock               | Barbados             | x            | 7.29 w (4.7) | x            |             |             |             | 7.29 w (+4.7 m/s) |                       |
| 11                | Kevin Philbert            | Curaçau              | x            | 7.20 (1.4)   | 7.02 w (2.6) |             |             |             | 7.20 (+1.4 m/s)   |                       |
| 12                | Dwaine Herbert            | Trindade e Tobago    | 6.81 w (2.3) | 6.69 (0.2)   | 6.84 (-0.5)  |             |             |             | 6.84 (-0.5 m/s)   |                       |
| 13                | Jason Castro              | Honduras             | 6.47 w (4.4) | 6.55 w (2.7) | 6.66 (0.4)   |             |             |             | 6.66 (+0.4 m/s)   |                       |

### Salto triplo
Final – 7 de agosto

| Posição           | Atleta                | Nacionalidade     | Tentativa     | Tentativa     | Tentativa     | Tentativa   | Tentativa     | Tentativa     | Resultado          | Notas                 |
| Posição           | Atleta                | Nacionalidade     | 1             | 2             | 3             | 4           | 5             | 6             | Resultado          | Notas                 |
| ----------------- | --------------------- | ----------------- | ------------- | ------------- | ------------- | ----------- | ------------- | ------------- | ------------------ | --------------------- |
| Medalha de ouro   | Yordanys Durañona     | Domínica          | 16.58 (1.8)   | 16.78 (0.4)   | 16.76 (0.1)   | 16.87 (1.6) | 16.98 (1.4)   | 16.86 (0.3)   | 16.98 (+1.4 m/s)   | Recorde do campeonato |
| Medalha de prata  | Josh Honeycutt        | Estados Unidos    | x             | 15.42 w (2.4) | 16.06 (1.7)   | x           | 16.34 (0.4)   | 16.57 w (2.2) | 16.57 w (+2.2 m/s) |                       |
| Medalha de bronze | Leevan Sands          | Bahamas           | x             | x             | 16.20 (1.0)   | 16.49 (1.2) | 16.49 (0.3)   | 16.53 (0.2)   | 16.53 (+0.2 m/s)   |                       |
| 4                 | Samyr Laine           | Haiti             | 16.00 (1.5)   | x             | 16.38 w (2.6) | 15.99 (1.9) | 16.34 w (2.9) | 16.12 (-1.1)  | 16.38 w (+2.6 m/s) |                       |
| 5                 | Andy Díaz             | Cuba              | x             | 16.03 w (3.1) | -             | x           | -             | -             | 16.03 w (+3.1 m/s) |                       |
| 6                 | Elton Walcott         | Trindade e Tobago | 16.00 w (2.2) | x             | 15.90 (1.7)   | x           | -             | -             | 16.00 w (+2.2 m/s) |                       |
| 7                 | Alphonso Jordan       | Estados Unidos    | 15.92 w (2.6) | x             | 15.82 (1.6)   | x           | -             | -             | 15.92 w (+2.6 m/s) |                       |
| 8                 | Jason Castro          | Honduras          | 15.38 (-0.2)  | 15.52 (0.2)   | 15.70 (0.9)   | 15.57 (1.1) | 15.46 w (2.2) | x             | 15.70 (+0.9 m/s)   |                       |
|                   |                       |                   |               |               |               |             |               |               |                    |                       |
| 9                 | Steve Waithe          | Trindade e Tobago | 15.67 w (2.4) | 15.34 (-1.5)  | x             |             |               |               | 15.67 w (+2.4 m/s) |                       |
| 10                | Kenneth Blackett      | Belize            | x             | 13.82 (0.8)   | 14.03 w (2.5) |             |               |               | 14.03 (+1.6 m/s)   |                       |
| 11                | Brandon Terrell Jones | Belize            | x             | x             | x             |             |               |               | NM                 |                       |

### Arremesso de peso
Final – 9 de agosto

| Posição           | Atleta         | Nacionalidade            | Tentativa | Tentativa | Tentativa | Tentativa | Tentativa | Tentativa | Resultado | Notas                 |
| Posição           | Atleta         | Nacionalidade            | 1         | 2         | 3         | 4         | 5         | 6         | Resultado | Notas                 |
| ----------------- | -------------- | ------------------------ | --------- | --------- | --------- | --------- | --------- | --------- | --------- | --------------------- |
| Medalha de ouro   | Jonathan Jones | Estados Unidos           | 19.68     | 20.54     | x         | 19.77     | x         | x         | 20.54     | Recorde do campeonato |
| Medalha de prata  | Darrell Hill   | Estados Unidos           | x         | 19.26     | x         | x         | 19.67     | 18.93     | 19.67     |                       |
| Medalha de bronze | Raymond Brown  | Jamaica                  | 18.35     | 18.44     | 19.28     | x         | 19.26     | 18.51     | 19.28     |                       |
| 4                 | Dillon Simon   | Domínica                 | 18.30     | 18.69     | 18.34     | 18.43     | x         | 18.52     | 18.69     |                       |
| 5                 | Eldread Henry  | Ilhas Virgens Britânicas | 16.40     | 16.84     | 17.50     | 17.58     | 18.49     | 17.19     | 18.49     |                       |
| 6                 | Ashinia Miller | Jamaica                  | 18.31     | 18.35     | 18.25     | x         | 18.05     | 18.16     | 18.35     |                       |
| 7                 | Hezekiel Romeo | Trindade e Tobago        | 16.84     | 17.10     | x         | 17.32     | 17.43     | 16.96     | 17.43     |                       |
| 8                 | Mario Cota     | México                   | 16.76     | 17.21     | 16.83     | 16.87     | x         | x         | 17.21     |                       |
|                   |                |                          |           |           |           |           |           |           |           |                       |
| 9                 | Mario McKenzie | Costa Rica               | 13.34     | 12.10     | 13.30     |           |           |           | 13.34     |                       |
| 10                | Shane Nedd     | Aruba                    | x         | 11.83     | 11.64     |           |           |           | 11.83     |                       |

### Lançamento de disco
Final – 7 de agosto

| Posição           | Atleta           | Nacionalidade            | Tentativa | Tentativa | Tentativa | Tentativa | Tentativa | Tentativa | Resultado | Notas                 |
| Posição           | Atleta           | Nacionalidade            | 1         | 2         | 3         | 4         | 5         | 6         | Resultado | Notas                 |
| ----------------- | ---------------- | ------------------------ | --------- | --------- | --------- | --------- | --------- | --------- | --------- | --------------------- |
| Medalha de ouro   | Russ Winger      | Estados Unidos           | 59.04     | 59.90     | 56.04     | 60.11     | 58.96     | 60.68     | 60.68     | Recorde do campeonato |
| Medalha de prata  | Andrew Evans     | Estados Unidos           | 59.07     | x         | 54.96     | 58.65     | 59.32     | x         | 59.32     |                       |
| Medalha de bronze | Quincy Wilson    | Trindade e Tobago        | 52.62     | x         | 52.63     | x         | 56.31     | 56.82     | 56.82     |                       |
| 4                 | Dillon Simon     | Domínica                 | 55.70     | 53.69     | 54.01     | 54.24     | 54.77     | x         | 55.70     |                       |
| 5                 | Mario Cota       | México                   | 52.41     | 53.94     | 53.29     | 51.75     | x         | 54.76     | 54.76     |                       |
| 6                 | Eldread Henry    | Ilhas Virgens Britânicas | x         | 52.82     | x         | x         | x         | x         | 52.82     |                       |
| 7                 | Caniggia Raynor  | Jamaica                  | 51.11     | x         | x         | x         | 50.52     | 49.35     | 51.11     |                       |
| 8                 | Emmanuel Stewart | Trindade e Tobago        | x         | 48.78     | x         | 47.26     | 50.39     | x         | 50.39     |                       |
|                   |                  |                          |           |           |           |           |           |           |           |                       |
| 9                 | Mario McKenzie   | Costa Rica               | 47.88     | 46.89     | 47.20     |           |           |           | 47.88     |                       |
| 10                | Winston Campbell | Honduras                 | 47.39     | x         | 44.34     |           |           |           | 47.39     |                       |

### Lançamento de martelo
Final – 9 de agosto

| Posição           | Atleta          | Nacionalidade  | Tentativa | Tentativa | Tentativa | Tentativa | Tentativa | Tentativa | Resultado | Notas                 |
| Posição           | Atleta          | Nacionalidade  | 1         | 2         | 3         | 4         | 5         | 6         | Resultado | Notas                 |
| ----------------- | --------------- | -------------- | --------- | --------- | --------- | --------- | --------- | --------- | --------- | --------------------- |
| Medalha de ouro   | Roberto Janet   | Cuba           | 72.58     | 72.34     | x         | x         | 71.93     | 72.72     | 72.72     | Recorde do campeonato |
| Medalha de prata  | Colin Dunbar    | Estados Unidos | x         | 70.14     | x         | 71.74     | x         | x         | 71.74     |                       |
| Medalha de bronze | Diego del Real  | México         | 66.23     | 68.86     | 69.49     | 67.30     | 68.93     | 70.83     | 70.83     |                       |
| 4                 | James Lambert   | Estados Unidos | 68.15     | 70.53     | 70.02     | 69.35     | x         | 69.56     | 70.53     |                       |
| 5                 | Roberto Sawyers | Costa Rica     | 70.42     | 67.59     | 67.30     | 68.80     | x         | 64.38     | 70.42     |                       |
| 6                 | Reinier Mejías  | Cuba           | x         | x         | x         | x         | 68.16     | x         | 68.16     |                       |
| 7                 | Diego Berríos   | Guatemala      | 59.63     | 61.67     | 61.59     | 62.57     | 61.48     | x         | 62.57     |                       |
| 8                 | Caniggia Raynor | Jamaica        | 55.41     | x         | x         | 27.93     | 58.69     | x         | 58.69     |                       |

### Lançamento de dardo
Final – 9 de agosto

| Posição           | Atleta             | Nacionalidade     | Tentativa | Tentativa | Tentativa | Tentativa | Tentativa | Tentativa | Resultado | Notas                 |
| Posição           | Atleta             | Nacionalidade     | 1         | 2         | 3         | 4         | 5         | 6         | Resultado | Notas                 |
| ----------------- | ------------------ | ----------------- | --------- | --------- | --------- | --------- | --------- | --------- | --------- | --------------------- |
| Medalha de ouro   | Riley Dolezal      | Estados Unidos    | 76.25     | x         | 74.00     | 79.30     | 75.78     | 78.58     | 79.30     | Recorde do campeonato |
| Medalha de prata  | Guillermo Martínez | Cuba              | 78.15     | 74.89     | 74.50     | 73.60     | 74.49     | 72.97     | 78.15     |                       |
| Medalha de bronze | Albert Reynolds    | Santa Lúcia       | 70.24     | x         | 77.71     | 71.48     | 72.80     | 70.80     | 77.71     |                       |
| 4                 | Osmani Laffita     | Cuba              | 75.02     | x         | 76.59     | x         | x         | 75.32     | 76.59     |                       |
| 5                 | Shakeil Waithe     | Trindade e Tobago | 69.51     | 70.38     | 72.16     | 70.61     | 73.44     | x         | 73.44     |                       |
| 6                 | Orrin Powell       | Jamaica           | 68.88     | x         | x         | 66.58     | 62.43     | 66.88     | 68.88     |                       |
| 7                 | Orlando Thomas     | Jamaica           | 59.48     | x         | 61.61     | x         | 65.06     | 66.99     | 66.99     |                       |
| 8                 | Andre Bazil        | Domínica          | 55.90     | 60.19     | x         | 59.47     | 60.87     | 58.22     | 60.87     |                       |
|                   |                    |                   |           |           |           |           |           |           |           |                       |
| 9                 | Erick Méndez       | Costa Rica        | 54.40     | 49.53     | 45.26     |           |           |           | 54.40     |                       |

## Resultado feminino

### 100 metros
| Posição           | Atleta                  | Nacionalidade            | Tempo | Notas |
| ----------------- | ----------------------- | ------------------------ | ----- | ----- |
| Medalha de ouro   | Barbara Pierre          | Estados Unidos           | 11.12 |       |
| Medalha de prata  | Charonda Williams       | Estados Unidos           | 11.21 |       |
| Medalha de bronze | Michelle-Lee Ahye       | Trindade e Tobago        | 11.22 |       |
| 4                 | Tahesia Harrigan-Scott  | Ilhas Virgens Britânicas | 11.28 |       |
| 5                 | Samantha Henry-Robinson | Jamaica                  | 11.45 |       |
| 6                 | Celiangeli Morales      | Porto Rico               | 11.47 |       |
| 7                 | Laverne Jones-Ferrette  | U.S. Ilhas Virgens       | 11.53 |       |
| 8                 | Reyare Thomas           | Trindade e Tobago        | 11.54 |       |

| Posição | Atleta             | Nacionalidade         | Tempo | Notas   |
| ------- | ------------------ | --------------------- | ----- | ------- |
| 1       | Barbara Pierre     | Estados Unidos        | 11.08 | Q       |
| 2       | Reyare Thomas      | Trindade e Tobago     | 11.25 | Q       |
| 3       | Ashley Marshall    | Barbados              | 11.52 | (0.516) |
| 4       | Tayla Carter       | Bahamas               | 11.52 | (0.520) |
| 5       | Margarita Manzueta | República Dominicana  | 11.53 |         |
| 6       | Virgil Hodge       | São Cristóvão e Nevis | 11.62 |         |

| Posição | Atleta                 | Nacionalidade      | Tempo   | Notas |
| ------- | ---------------------- | ------------------ | ------- | ----- |
| 1       | Michelle-Lee Ahye      | Trindade e Tobago  | 10.98 w | Q     |
| 2       | Charonda Williams      | Estados Unidos     | 11.06 w | Q     |
| 3       | Laverne Jones-Ferrette | U.S. Ilhas Virgens | 11.31 w | q     |
| 4       | Genoiska Cancel        | Porto Rico         | 11.47 w |       |
| 5       | Jellisa Westney        | Canadá             | 11.52 w |       |
| 6       | Nargelis Statia        | Curaçau            | 11.90 w |       |
| 7       | Shimayra Williams      | Jamaica            | FS w    |       |

| Posição | Atleta                  | Nacionalidade            | Tempo | Notas |
| ------- | ----------------------- | ------------------------ | ----- | ----- |
| 1       | Samantha Henry-Robinson | Jamaica                  | 11.01 | Q     |
| 2       | Tahesia Harrigan-Scott  | Ilhas Virgens Britânicas | 11.21 | Q     |
| 3       | Celiangeli Morales      | Porto Rico               | 11.45 | q     |
| 4       | Sharolyn Josephs        | Costa Rica               | 11.61 |       |
| 5       | Shenel Crooke           | São Cristóvão e Nevis    | 11.65 |       |
| 6       | Tameran Defreitas       | Canadá                   | 11.80 |       |

### 200 metros
| Posição           | Atleta                 | Nacionalidade      | Tempo | Notas                 |
| ----------------- | ---------------------- | ------------------ | ----- | --------------------- |
| Medalha de ouro   | Kyra Jefferson         | Estados Unidos     | 22.50 | Recorde do campeonato |
| Medalha de prata  | Semoy Hackett          | Trindade e Tobago  | 22.51 |                       |
| Medalha de bronze | Dezerea Bryant         | Estados Unidos     | 22.58 |                       |
| 4                 | Kerron Stewart         | Jamaica            | 22.80 |                       |
| 5                 | Celiangeli Morales     | Porto Rico         | 23.03 |                       |
| 6                 | Jodean Williams        | Jamaica            | 23.12 |                       |
| 7                 | Kamaria Durant         | Trindade e Tobago  | 23.15 |                       |
| 8                 | Laverne Jones-Ferrette | U.S. Ilhas Virgens | 23.51 |                       |

| Posição | Atleta                 | Nacionalidade            | Tempo | Notas |
| ------- | ---------------------- | ------------------------ | ----- | ----- |
| 1       | Semoy Hackett          | Trindade e Tobago        | 22.59 | Q     |
| 2       | Kyra Jefferson         | Estados Unidos           | 23.10 | Q     |
| 3       | Laverne Jones-Ferrette | U.S. Ilhas Virgens       | 23.50 | q     |
| 4       | Ashley Kelly           | Ilhas Virgens Britânicas | 23.82 |       |
| 5       | Sharolyn Josephs       | Costa Rica               | 23.96 |       |
| 6       | Margarita Manzueta     | República Dominicana     | 24.48 |       |
| 7       | Nargelis Statia        | Curaçau                  | 24.71 |       |

| Posição | Atleta             | Nacionalidade     | Tempo | Notas     |
| ------- | ------------------ | ----------------- | ----- | --------- |
| 1       | Dezerea Bryant     | Estados Unidos    | 23.12 | Q         |
| 2       | Celiangeli Morales | Porto Rico        | 23.30 | (0.298) Q |
| 3       | Jodean Williams    | Jamaica           | 23.30 | (0.299) q |
| 4       | Arialis Gandulla   | Cuba              | 23.82 |           |
| 5       | Jellisa Westney    | Canadá            | 24.03 |           |
| 6       | Samantha Edwards   | Antígua e Barbuda | 24.20 |           |

| Posição | Atleta            | Nacionalidade            | Tempo | Notas |
| ------- | ----------------- | ------------------------ | ----- | ----- |
| 1       | Kerron Stewart    | Jamaica                  | 23.13 | Q     |
| 2       | Kamaria Durant    | Trindade e Tobago        | 23.44 | Q     |
| 3       | Carol Rodríguez   | Porto Rico               | 23.85 |       |
| 4       | Carmiesha Cox     | Bahamas                  | 23.96 |       |
| 5       | Tameran Defreitas | Canadá                   | 24.03 |       |
| 6       | Karene King       | Ilhas Virgens Britânicas | 24.09 |       |

### 400 metros
| Posição           | Atleta                    | Nacionalidade            | Tenpo | Notas |
| ----------------- | ------------------------- | ------------------------ | ----- | ----- |
| Medalha de ouro   | Courtney Okolo            | Estados Unidos           | 51.57 |       |
| Medalha de prata  | Karla Funderburk          | Estados Unidos           | 52.22 |       |
| Medalha de bronze | Bobby-Gaye Wilkins-Gooden | Jamaica                  | 52.45 |       |
| 4                 | Kineke Alexander          | São Vicente e Granadinas | 52.51 |       |
| 5                 | Lisneidys Veitía          | Cuba                     | 53.01 |       |
| 6                 | Carol Rodríguez           | Porto Rico               | 53.61 |       |
| 7                 | Christine Amertil         | Bahamas                  | 53.86 |       |
| 8                 | Sade Sealy                | Barbados                 | 54.00 |       |

| Posição | Atleta           | Nacionalidade     | Tempo | Notas |
| ------- | ---------------- | ----------------- | ----- | ----- |
| 1       | Courtney Okolo   | Estados Unidos    | 50.82 | Q     |
| 2       | Sade Sealy       | Barbados          | 53.19 | Q     |
| 3       | Lanece Clarke    | Bahamas           | 53.41 |       |
| 4       | Micha Powell     | Canadá            | 53.73 |       |
| 5       | Afia Charles     | Antígua e Barbuda | 54.09 |       |
| 6       | Kim Rossen       | Curaçau           | 58.59 |       |
| 7       | Daysiurami Bonne | Cuba              | DNF   |       |

| Posição | Atleta                    | Nacionalidade            | Tempo | Notas |
| ------- | ------------------------- | ------------------------ | ----- | ----- |
| 1       | Bobby-Gaye Wilkins-Gooden | Jamaica                  | 51.79 | Q     |
| 2       | Lisneidys Veitía          | Cuba                     | 52.11 | Q     |
| 3       | Kineke Alexander          | São Vicente e Granadinas | 52.32 | q     |
| 4       | Christine Amertil         | Bahamas                  | 52.32 | q     |
| 5       | Samantha Edwards          | Antígua e Barbuda        | 53.55 |       |
| 6       | Jessica James             | Trindade e Tobago        | 54.69 |       |
| 7       | Sofía Isabel Carías       | El Salvador              | 57.38 |       |

| Posição | Atleta           | Nacionalidade     | Tempo | Notas |
| ------- | ---------------- | ----------------- | ----- | ----- |
| 1       | Karla Funderburk | Estados Unidos    | 51.73 | Q     |
| 2       | Carol Rodríguez  | Porto Rico        | 52.43 | Q     |
| 3       | Nadia Cummings   | Barbados          | 52.88 |       |
| 4       | Sonikqua Walker  | Jamaica           | 53.26 |       |
| 5       | Romona Modeste   | Trindade e Tobago | 54.27 |       |

### 800 metros
| Posição           | Atleta           | Nacionalidade     | Tempo   | Notas                 |
| ----------------- | ---------------- | ----------------- | ------- | --------------------- |
| Medalha de ouro   | Chanelle Price   | Estados Unidos    | 2:00.48 | Recorde do campeonato |
| Medalha de prata  | Gabriela Medina  | México            | 2:02.13 |                       |
| Medalha de bronze | Kimarra McDonald | Jamaica           | 2:02.14 |                       |
| 4                 | Dana Mecke       | Estados Unidos    | 2:02.23 |                       |
| 5                 | Gilda Casanova   | Cuba              | 2:06.23 |                       |
| 6                 | Rachel Francois  | Canadá            | 2:07.35 |                       |
| 7                 | Aleena Brooks    | Trindade e Tobago | 2:09.66 |                       |
| 8                 | Sonia Gaskin     | Barbados          | 2:10.86 |                       |

| Posição | Atleta           | Nacionalidade  | Tempo   | Notas |
| ------- | ---------------- | -------------- | ------- | ----- |
| 1       | Kimarra McDonald | Jamaica        | 2:04.42 | Q     |
| 2       | Dana Mecke       | Estados Unidos | 2:04.88 | Q     |
| 3       | Gilda Casanova   | Cuba           | 2:06.74 | Q     |
| 4       | Sonia Gaskin     | Barbados       | 2:07.15 | q     |
| 5       | Cristina Guevara | México         | 2:07.56 |       |
| 6       | Mónica Vargas    | Costa Rica     | 2:15.64 |       |

| Posição | Atleta          | Nacionalidade     | Tempo   | Notas |
| ------- | --------------- | ----------------- | ------- | ----- |
| 1       | Chanelle Price  | Estados Unidos    | 2:04.62 | Q     |
| 2       | Gabriela Medina | México            | 2:05.04 | Q     |
| 3       | Rachel Francois | Canadá            | 2:05.74 | Q     |
| 4       | Aleena Brooks   | Trindade e Tobago | 2:06.41 | q     |
| 5       | Samantha James  | Jamaica           | 2:09.67 |       |
| 6       | Jennifer Estime | Haiti             | 2:18.27 |       |

### 1.500 metros
Final – 8 de agosto

| Posição           | Atleta           | Nacionalidade  | Tempo   | Notas                 |
| ----------------- | ---------------- | -------------- | ------- | --------------------- |
| Medalha de ouro   | Rachel Schneider | Estados Unidos | 4:14.78 | Recorde do campeonato |
| Medalha de prata  | Shelby Houlihan  | Estados Unidos | 4:16.61 |                       |
| Medalha de bronze | Cristina Guevara | México         | 4:24.75 |                       |
| 4                 | Adriana Múñoz    | Cuba           | 4:24.79 |                       |
| 5                 | Mónica Vargas    | Costa Rica     | 4:51.73 |                       |

### 5.000 metros
Final – 9 de agosto

| Posição           | Atleta         | Nacionalidade  | Tempo    | Notas                 |
| ----------------- | -------------- | -------------- | -------- | --------------------- |
| Medalha de ouro   | Kellyn Taylor  | Estados Unidos | 16:24.86 | Recorde do campeonato |
| Medalha de prata  | Rosa del Toro  | El Salvador    | 17:51.74 |                       |
| Medalha de bronze | Gabriela Traña | Costa Rica     | 18:41.98 |                       |

### 100 metros barreiras
| Posição           | Atleta           | Nacionalidade        | Tempo   | Notas |
| ----------------- | ---------------- | -------------------- | ------- | ----- |
| Medalha de ouro   | Lolo Jones       | Estados Unidos       | 12.63 w |       |
| Medalha de prata  | Tenaya Jones     | Estados Unidos       | 12.68 w |       |
| Medalha de bronze | Kierre Beckles   | Barbados             | 12.88 w |       |
| 4                 | Christie Moerman | Canadá               | 12.91 w |       |
| 5                 | Lavonne Idlette  | República Dominicana | 13.01 w |       |
| 6                 | Devynne Charlton | Bahamas              | 13.01 w |       |
| 7                 | Akela Jones      | Barbados             | 13.08 w |       |
| 8                 | Deborah John     | Trindade e Tobago    | 13.42 w |       |

| Posição | Atleta           | Nacionalidade  | Tempo | Notas            |
| ------- | ---------------- | -------------- | ----- | ---------------- |
| 1       | Tenaya Jones     | Estados Unidos | 13.05 | Q                |
| 2       | Christie Moerman | Canadá         | 13.14 | Q                |
| 3       | Devynne Charlton | Bahamas        | 13.31 | q                |
| 4       | Belkis Milanes   | Cuba           | 13.52 |                  |
| 5       | Beatriz Flamenco | El Salvador    | 14.53 | Recorde nacional |
| 6       | Katy Sealy       | Belize         | 15.35 |                  |

| Posição | Atleta              | Nacionalidade     | Tempo   | Notas |
| ------- | ------------------- | ----------------- | ------- | ----- |
| 1       | Kierre Beckles      | Barbados          | 13.01 w | Q     |
| 2       | Deborah John        | Trindade e Tobago | 13.38 w | Q     |
| 3       | Nicole Setterington | Canadá            | 13.41 w |       |
| 4       | Adanaca Brown       | Bahamas           | 14.04 w |       |
| 5       | Iris Santamaría     | El Salvador       | 14.62 w |       |
| 6       | Daniela Rojas       | Costa Rica        | 15.57 w |       |

| Posição | Atleta          | Nacionalidade        | Tempo   | Notas |
| ------- | --------------- | -------------------- | ------- | ----- |
| 1       | Lolo Jones      | Estados Unidos       | 12.82 w | Q     |
| 2       | Akela Jones     | Barbados             | 13.09 w | Q     |
| 3       | Lavonne Idlette | República Dominicana | 13.11 w | q     |
| 4       | Vanessa Jules   | Haiti                | 13.70 w |       |
| 5       | Gabriela Santos | México               | 13.74 w |       |
| 6       | Makeba Alcide   | Santa Lúcia          | 13.89 w |       |

### 400 metros barreiras
| Posição           | Atleta             | Nacionalidade     | Tempo | Notas                 |
| ----------------- | ------------------ | ----------------- | ----- | --------------------- |
| Medalha de ouro   | Tiffany Williams   | Estados Unidos    | 54.35 | Recorde do campeonato |
| Medalha de prata  | Sparkle McKnight   | Trindade e Tobago | 55.41 |                       |
| Medalha de bronze | Zurian Hechavarría | Cuba              | 55.97 |                       |
| 4                 | Noelle Montcalm    | Canadá            | 55.98 |                       |
| 5                 | Samantha Elliott   | Jamaica           | 56.26 |                       |
| 6                 | Turquoise Thompson | Estados Unidos    | 56.41 |                       |
| 7                 | Zudikey Rodríguez  | México            | 56.64 |                       |
| 8                 | Wendy Fawn Dorr    | Canadá            | 58.67 |                       |

| Posição | Atleta             | Nacionalidade     | Tempo   | Notas |
| ------- | ------------------ | ----------------- | ------- | ----- |
| 1       | Sparkle McKnight   | Trindade e Tobago | 56.45   | Q     |
| 2       | Turquoise Thompson | Estados Unidos    | 56.67   | Q     |
| 3       | Wendy Fawn Dorr    | Canadá            | 57.21   | Q     |
| 4       | Samantha Elliott   | Jamaica           | 57.32   | q     |
| 5       | Katrina Seymour    | Bahamas           | 58.47   |       |
| 6       | Tia-Adana Belle    | Barbados          | 1:01.05 |       |
| 7       | Dessire Bermúdez   | Costa Rica        | 1:01.22 |       |

| Posição | Atleta             | Nacionalidade     | Tempo | Notas |
| ------- | ------------------ | ----------------- | ----- | ----- |
| 1       | Tiffany Williams   | Estados Unidos    | 55.85 | Q     |
| 2       | Noelle Montcalm    | Canadá            | 57.19 | Q     |
| 3       | Zurian Hechavarría | Cuba              | 57.24 | Q     |
| 4       | Zudikey Rodríguez  | México            | 57.37 | q     |
| 5       | Rushell Clayton    | Jamaica           | 57.71 |       |
| 6       | Sharolyn Scott     | Costa Rica        | 57.96 |       |
| 7       | Josanne Lucas      | Trindade e Tobago | 58.69 |       |

### 3.000 metros com obstáculos
Final – 9 de agosto

| Posição           | Atleta               | Nacionalidade  | Tempo    | Notas                 |
| ----------------- | -------------------- | -------------- | -------- | --------------------- |
| Medalha de ouro   | Ashley Higginson     | Estados Unidos | 9:56.75  | Recorde do campeonato |
| Medalha de prata  | Shalaya Kipp         | Estados Unidos | 10:03.91 |                       |
| Medalha de bronze | Ana Cristina Narváez | México         | 10:16.25 |                       |
| 4                 | Brenda Salmerón      | El Salvador    | 11:34.71 |                       |

### Revezamento 4x100 m
Final – 9 de agosto

| Posição           | Nacionalidade     | Atletas                                                                | Tempo | Notas                 |
| ----------------- | ----------------- | ---------------------------------------------------------------------- | ----- | --------------------- |
| Medalha de ouro   | Estados Unidos    | Barbara Pierre Lakeisha Lawson Dezerea Bryant Kyra Jefferson           | 42.24 | Recorde do campeonato |
| Medalha de prata  | Porto Rico        | Beatriz Cruz Celiangeli Morales Genoiska Cancel Carol Rodríguez        | 43.51 |                       |
| Medalha de bronze | Trindade e Tobago | Kamaria Durant Reyare Thomas Lisa Wickham Peli Alzola                  | 44.24 |                       |
| 4                 | Bahamas           | Devynne Charlton Carmiesha Cox Tayla Carter Adanaca Brown              | 44.28 |                       |
| 5                 | Canadá            | Christie Moerman Jellisa Westney Nicole Setterington Tameran Defreitas | 45.19 |                       |

### Revezamento 4x400 m
Final – 9 de agosto

| Posição           | Nacionalidade     | Atletas                                                               | Tempo   | Notas                 |
| ----------------- | ----------------- | --------------------------------------------------------------------- | ------- | --------------------- |
| Medalha de ouro   | Estados Unidos    | Kala Funderburk Charonda Williams Tiffany Williams Courtney Okolo     | 3:25.39 | Recorde do campeonato |
| Medalha de prata  | Jamaica           | Sonikqua Walker Verone Chambers Jonique Day Bobby-Gaye Wilkins-Gooden | 3:28.65 |                       |
| Medalha de bronze | Bahamas           | Lanece Clarke Christine Amertil Katrina Seymour Adanaca Brown         | 3:31.80 |                       |
| 4                 | Canadá            | Noelle Montcalm Rachel Francois Micha Powell Wendy Fawn Dorr          | 3:33.65 |                       |
| 5                 | Trindade e Tobago | Romona Modeste Sparkle McKnight Jessica James Aleena Brooks           | 3:33.85 |                       |
| 6                 | Costa Rica        | Sharolyn Scott Dessire Bermúdez Gina Zambrana Sharolyn Josephs        | 3:41.40 |                       |

### Salto em altura
Final – 9 de agosto

| Posição           | Atleta              | Nacionalidade      | Tentativa | Tentativa | Tentativa | Tentativa | Tentativa | Tentativa | Tentativa | Tentativa | Tentativa | Tentativa | Tentativa | Resultado | Notas                 |
| Posição           | Atleta              | Nacionalidade      | 1.60      | 1.65      | 1.70      | 1.73      | 1.76      | 1.79      | 1.82      | 1.85      | 1.88      | 1.91      | 1.96      | Resultado | Notas                 |
| ----------------- | ------------------- | ------------------ | --------- | --------- | --------- | --------- | --------- | --------- | --------- | --------- | --------- | --------- | --------- | --------- | --------------------- |
| Medalha de ouro   | Levern Spencer      | Santa Lúcia        | -         | -         | -         | -         | -         | o         | -         | o         | o         | o         | xxx       | 1.91      | Recorde do campeonato |
| Medalha de prata  | Priscilla Frederick | Antígua e Barbuda  | -         | -         | -         | -         | o         | o         | o         | o         | o         | xxx       |           | 1.88      |                       |
| Medalha de bronze | Deandra Daniel      | Trindade e Tobago  | -         | -         | -         | o         | o         | xxo       | o         | xo        | xxx       |           |           | 1.85      |                       |
| 4                 | Elizabeth Patterson | Estados Unidos     | -         | -         | -         | -         | o         | xxo       | o         | xxx       |           |           |           | 1.82      |                       |
| 5                 | Vanessa Jules       | Haiti              | -         | -         | o         | o         | o         | xo        | xxx       |           |           |           |           | 1.79      |                       |
| 6                 | Thea Lafond         | Domínica           | -         | -         | o         | o         | xo        | xxx       |           |           |           |           |           | 1.76      |                       |
| 7                 | Makeba Alcide       | Santa Lúcia        | o         | o         | o         | xxo       | xo        | xxx       |           |           |           |           |           | 1.76      |                       |
| 8                 | Wanetta Kirby       | U.S. Ilhas Virgens | o         | o         | o         | o         | xxx       |           |           |           |           |           |           | 1.73      |                       |
| 9                 | Abigail Obando      | Costa Rica         | o         | o         | xxx       |           |           |           |           |           |           |           |           | 1.65      |                       |

### Salto com vara
Final – 7 de agosto

| Posição           | Atleta           | Nacionalidade  | Tentativa | Tentativa | Tentativa | Tentativa | Tentativa | Tentativa | Tentativa | Tentativa | Tentativa | Tentativa | Resultado | Notas                 |
| Posição           | Atleta           | Nacionalidade  | 3.35      | 3.50      | 3.65      | 3.95      | 4.10      | 4.20      | 4.30      | 4.40      | 4.50      | 4.60      | Resultado | Notas                 |
| ----------------- | ---------------- | -------------- | --------- | --------- | --------- | --------- | --------- | --------- | --------- | --------- | --------- | --------- | --------- | --------------------- |
| Medalha de ouro   | Kristen Hixson   | Estados Unidos | -         | -         | -         | -         | -         | o         | xxo       | o         | xxo       | xxx       | 4.50      | Recorde do campeonato |
| Medalha de prata  | Kelsie Ahbe      | Canadá         | -         | -         | -         | -         | -         | o         | xo        | o         | xxx       |           | 4.40      |                       |
| Medalha de bronze | Katie Nageotte   | Estados Unidos | -         | -         | -         | -         | -         | o         | o         | xxx       |           |           | 4.30      |                       |
| 4                 | Carmelita Correa | México         | -         | -         | -         | o         | o         | xo        | xxx       |           |           |           | 4.20      |                       |
| 5                 | Andrea Velasco   | El Salvador    | xxo       | o         | xxx       |           |           |           |           |           |           |           | 3.50      |                       |

### Salto em comprimento
Final – 9 de agosto

| Posição           | Atleta             | Nacionalidade            | Tentativa    | Tentativa    | Tentativa    | Tentativa    | Tentativa    | Tentativa    | Resultado         | Notas                 |
| Posição           | Atleta             | Nacionalidade            | 1            | 2            | 3            | 4            | 5            | 6            | Resultado         | Notas                 |
| ----------------- | ------------------ | ------------------------ | ------------ | ------------ | ------------ | ------------ | ------------ | ------------ | ----------------- | --------------------- |
| Medalha de ouro   | Quanesha Burks     | Estados Unidos           | 6.69 (-0.3)  | 6.27 (0.5)   | 6.93 (2.0)   | x            | 6.68 (0.0)   | 6.66 (0.6)   | 6.93 (+2.0 m/s)   | Recorde do campeonato |
| Medalha de prata  | Chantel Malone     | Ilhas Virgens Britânicas | 6.69 (0.0)   | 6.52 w (2.1) | x            | 6.29 (1.5)   | 6.42 (1.0)   | 6.25 (-0.9)  | 6.69 (+0.0 m/s)   |                       |
| Medalha de bronze | Sha'Keela Saunders | Estados Unidos           | 6.57 (1.7)   | 6.34 w (2.8) | 6.39 w (2.3) | 6.53 w (2.6) | 6.37 w (2.8) | 6.32 (1.2)   | 6.57 (+1.7 m/s)   |                       |
| 4                 | Irisdaymi Herrera  | Cuba                     | 6.03 w (2.7) | 6.40 w (2.7) | 6.18 (2.0)   | 6.23 (1.6)   | 6.31 (1.3)   | 6.20 w (2.8) | 6.40 w (+2.7 m/s) |                       |
| 5                 | Alysbeth Félix     | Porto Rico               | x            | 6.34 w (2.6) | 6.10 (0.5)   | 5.92 (0.1)   | 4.47 (1.6)   | x            | 6.34 w (+2.6 m/s) |                       |
| 6                 | Yilian Durruthy    | Cuba                     | 6.15 w (2.3) | 6.17 w (2.8) | x            | x            | x            | 5.49 (1.8)   | 6.17 w (+2.8 m/s) |                       |
| 7                 | Sandisha Antoine   | Santa Lúcia              | x            | 5.78 w (2.4) | 5.82 w (2.5) | x            | 6.09 (0.9)   | x            | 6.09 (+0.9 m/s)   |                       |
| 8                 | Wanetta Kirby      | U.S. Ilhas Virgens       | 5.85 (1.0)   | 5.82 (1.8)   | 5.79 (1.6)   | x            | x            | 5.90 (1.0)   | 5.90 (+1.0 m/s)   |                       |
|                   |                    |                          |              |              |              |              |              |              |                   |                       |
| 9                 | Rechelle Meade     | Anguila                  | 5.80 (1.5)   | x            | x            |              |              |              | 5.80 (+1.5 m/s)   |                       |
| 10                | Daneysha Robinson  | Costa Rica               | 5.00 (1.7)   | 5.39 (1.2)   | 5.39 (1.5)   |              |              |              | 5.39 (+1.2 m/s)   |                       |
| 11                | Katy Sealy         | Belize                   | 5.01 (-0.8)  | x            | 5.07 (0.7)   |              |              |              | 5.07 (+0.7 m/s)   |                       |
| 12                | Shanicka Augustine | Belize                   | x            | 4.91 (1.6)   | 4.74 (-0.3)  |              |              |              | 4.91 (+1.6 m/s)   |                       |

### Salto triplo
Final – 7 de agosto

| Posição           | Atleta             | Nacionalidade        | Tentativa     | Tentativa     | Tentativa     | Tentativa     | Tentativa   | Tentativa     | Resultado          | Notas                 |
| Posição           | Atleta             | Nacionalidade        | 1             | 2             | 3             | 4             | 5           | 6             | Resultado          | Notas                 |
| ----------------- | ------------------ | -------------------- | ------------- | ------------- | ------------- | ------------- | ----------- | ------------- | ------------------ | --------------------- |
| Medalha de ouro   | Shanieka Thomas    | Jamaica              | 14.03 w (3.0) | x             | 14.23 (1.3)   | 14.19 (1.8)   | 13.85 (0.0) | 13.99 (-0.9)  | 14.23 (+1.3 m/s)   | Recorde do campeonato |
| Medalha de prata  | Ana Lucía José     | República Dominicana | 13.73 w (4.5) | x             | 14.03 (0.9)   | 14.21 w (3.3) | x           | x             | 14.21 w (+3.3 m/s) |                       |
| Medalha de bronze | Lynnika Pitts      | Estados Unidos       | 14.02 w (4.2) | x             | x             | x             | 13.82 (1.5) | 13.83 w (3.1) | 14.02 w (+4.2 m/s) |                       |
| 4                 | Tamara Myers       | Bahamas              | 13.65 w (2.2) | 13.78 w (3.4) | x             | x             | x           | x             | 13.78 w (+3.4 m/s) |                       |
| 5                 | Ayanna Alexander   | Trindade e Tobago    | 13.43 w (2.6) | 13.57 w (3.7) | x             | 13.66 w (2.1) | 13.68 (2.0) | x             | 13.68 (+2.0 m/s)   |                       |
| 6                 | Thea Lafond        | Domínica             | 13.28 (1.6)   | 13.60 w (2.5) | 12.86 w (4.2) | 12.55 (-0.3)  | x           | 13.14 w (2.3) | 13.60 w (+2.5 m/s) |                       |
| 7                 | Sandisha Antoine   | Santa Lúcia          | 13.25 (0.6)   | 13.53 w (2.4) | x             | x             | 13.50 (1.9) | x             | 13.53 w (+2.4 m/s) |                       |
| 8                 | Dailenis Alcántara | Cuba                 | 13.45 w (3.4) | 11.95 w (5.1) | 13.44 w (2.7) | x             | -           | -             | 13.45 w (+3.4 m/s) |                       |
|                   |                    |                      |               |               |               |               |             |               |                    |                       |
| 9                 | Christina Epps     | Estados Unidos       | 12.81 w (4.0) | -             | -             |               |             |               | 12.81 w (+4.0 m/s) |                       |

### Arremesso de peso
Final – 8 de agosto

| Posição           | Atleta                    | Nacionalidade  | Tentativa | Tentativa | Tentativa | Tentativa | Tentativa | Tentativa | Resultado | Notas                 |
| Posição           | Atleta                    | Nacionalidade  | 1         | 2         | 3         | 4         | 5         | 6         | Resultado | Notas                 |
| ----------------- | ------------------------- | -------------- | --------- | --------- | --------- | --------- | --------- | --------- | --------- | --------------------- |
| Medalha de ouro   | Jillian Camarena-Williams | Estados Unidos | 18.02     | 18.10     | 18.29     | 18.62     | 17.16     | x         | 18.62     | Recorde do campeonato |
| Medalha de prata  | Jeneva Stevens            | Estados Unidos | 16.99     | 17.61     | x         | 17.13     | 17.29     | 17.11     | 17.61     |                       |
| Medalha de bronze | Yaniuvis López            | Cuba           | x         | 16.59     | 16.59     | x         | 16.76     | 16.55     | 16.76     |                       |
| 4                 | Makeba Alcide             | Santa Lúcia    | 10.84     | 11.21     | 11.87     | 10.79     | 11.58     | 12.02     | 12.02     |                       |
| 5                 | Naomi Priscilla Smith     | Costa Rica     | 11.65     | 10.51     | 11.58     | 11.49     | 10.70     | 11.38     | 11.65     |                       |

### Lançamento de disco
Final – 7 de agosto

| Posição           | Atleta            | Nacionalidade     | Tentativa | Tentativa | Tentativa | Tentativa | Tentativa | Tentativa | Resultado | Notas |
| Posição           | Atleta            | Nacionalidade     | 1         | 2         | 3         | 4         | 5         | 6         | Resultado | Notas |
| ----------------- | ----------------- | ----------------- | --------- | --------- | --------- | --------- | --------- | --------- | --------- | ----- |
| Medalha de ouro   | Summer Pierson    | Estados Unidos    | 55.50     | 53.85     | 54.75     | x         | 51.24     | 56.64     | 56.64     |       |
| Medalha de prata  | Jaleesa Williams  | Trindade e Tobago | x         | x         | x         | 37.06     | x         | x         | 37.06     |       |
| Medalha de bronze | Alma Guitiérrez   | Honduras          | 35.06     | 35.52     | 33.12     | 33.42     | 34.64     | 36.67     | 36.67     |       |
| 4                 | Marelly Balentina | Curaçau           | x         | 14.01     | x         | x         | 31.75     | 32.92     | 32.92     |       |

### Lançamento de martelo
Final – 8 de agosto

| Posição           | Atleta           | Nacionalidade  | Tentativa | Tentativa | Tentativa | Tentativa | Tentativa | Tentativa | Resultado | Notas                 |
| Posição           | Atleta           | Nacionalidade  | 1         | 2         | 3         | 4         | 5         | 6         | Resultado | Notas                 |
| ----------------- | ---------------- | -------------- | --------- | --------- | --------- | --------- | --------- | --------- | --------- | --------------------- |
| Medalha de ouro   | Amber Campbell   | Estados Unidos | 69.68     | 70.47     | 72.41     | 71.59     | 71.78     | x         | 72.41     | Recorde do campeonato |
| Medalha de prata  | Deanna Price     | Estados Unidos | 65.02     | 67.01     | 71.27     | 70.51     | x         | 70.11     | 71.27     |                       |
| Medalha de bronze | Yirisleydis Ford | Cuba           | 68.51     | 69.91     | 68.72     | x         | 66.77     | x         | 69.91     |                       |
| 4                 | Daina Levy       | Jamaica        | 61.79     | 63.12     | 68.39     | 65.46     | 68.60     | 61.66     | 68.60     |                       |
| 5                 | Ariannis Vichy   | Cuba           | 66.60     | 66.22     | 65.93     | 64.34     | 63.24     | 61.00     | 66.60     |                       |
| 6                 | Lauren Stuart    | Canadá         | 66.15     | 65.57     | x         | 63.95     | 61.01     | 66.02     | 66.15     |                       |
| 7                 | Natalie Grant    | Jamaica        | 56.82     | 53.75     | 56.33     | x         | x         | x         | 56.82     |                       |

### Lançamento de dardo
Final – 7 de agosto

| Posição           | Atleta            | Nacionalidade  | Tentativa | Tentativa | Tentativa | Tentativa | Tentativa | Tentativa | Resultado | Notas                 |
| Posição           | Atleta            | Nacionalidade  | 1         | 2         | 3         | 4         | 5         | 6         | Resultado | Notas                 |
| ----------------- | ----------------- | -------------- | --------- | --------- | --------- | --------- | --------- | --------- | --------- | --------------------- |
| Medalha de ouro   | Kara Winger       | Estados Unidos | x         | 58.55     | x         | 55.52     | x         | 60.34     | 60.34     | Recorde do campeonato |
| Medalha de prata  | Yulenmi Aguilar   | Cuba           | x         | 56.79     | x         | x         | 52.89     | 55.44     | 56.79     |                       |
| Medalha de bronze | Hanna Carson      | Estados Unidos | 49.05     | x         | 49.36     | 50.34     | x         | x         | 50.34     |                       |
| 4                 | Coralys Ortiz     | Porto Rico     | x         | x         | 49.81     | x         | x         | x         | 49.81     |                       |
| 5                 | Marelly Balentina | Curaçau        | x         | 40.63     | 41.58     | 39.89     | 40.77     | x         | 41.58     |                       |
| 6                 | Génova Arias      | Costa Rica     | 40.78     | x         | 41.10     | 38.49     | x         | 41.03     | 41.10     |                       |

Legenda
| Recorde mundial       | Recorde mundial (World record)               |                       | Recorde africano                      | Recorde africano (African) |                                           | Q | Classificado por posição (Qualified) |
| Recorde do campeonato | Recorde do campeonato (Championship record)  | Recorde da América    | Recorde da América (Americas)         | q                          | Classificado por melhor tempo (Qualified) |   |                                      |
| Melhor marca do ano   | Melhor marca do ano (World leading)          | Recorde asiático      | Recorde asiático (Asian)              | DNS                        | Não largou (Did not start)                |   |                                      |
| Recorde nacional      | Recorde nacional (National record)           | Recorde europeu       | Recorde europeu (European)            | DNF                        | Não terminou (Did not finish)             |   |                                      |
| Recorde pessoal       | Recorde pessoal do atleta (Personal best)    | Recorde da Oceania    | Recorde da Oceania (Oceania)          | DSQ / DQ                   | Desclassificado (Disqualified)            |   |                                      |
| Recorde da temporada  | Recorde da temporada do atleta (Season best) | Recorde sul-americano | Recorde sul-americano (South America) | NM                         | Sem marca (No mark)                       |   |                                      |